# Lingulata
I Lingulata sono una classe di brachiopodi tra le più antiche in assoluto, esistenti sin dal periodo Cambriano (circa 538,8 milioni di anni fa). Si distinguono anche per la loro notevole conservazione morfologica: dalla loro prima comparsa fino a oggi hanno subito pochissime variazioni nella forma. Le conchiglie degli esemplari attuali, rinvenuti nelle acque intorno al Giappone, sono infatti quasi identiche ai fossili risalenti al Cambriano.
I Lingulata possiedono conchiglie a forma di lingua (da cui il nome, derivato dal latino lingua) e un lungo peduncolo carnoso, che utilizzano per scavare nei sedimenti sabbiosi o fangosi. Vivono in tane verticali all'interno di questi substrati soffici, con l'estremità anteriore rivolta verso l'alto e leggermente esposta alla superficie. Le ciglia del lofoforo creano una corrente che facilita sia l'alimentazione sia la respirazione, facendo circolare l'acqua attraverso il lofoforo e la cavità del mantello. L'apparato digerente è completo e presenta una caratteristica forma a "J".
Le conchiglie dei Lingulata sono costituite da una combinazione di fosfato di calcio, proteine e chitina, a differenza della maggior parte degli altri animali marini con conchiglia, le cui strutture sono composte principalmente da carbonato di calcio. I Lingulata appartengono ai brachiopodi inarticolati, così chiamati per la semplicità del loro meccanismo di cerniera, privo di denti e mantenuto unito esclusivamente da un complesso sistema muscolare. Entrambe le valve sono approssimativamente simmetriche.
Il genere Lingula (Bruguière, 1797) è il più antico genere animale conosciuto che ancora comprende specie viventi. Diffuso principalmente nell'Indo-Pacifico, viene raccolto per il consumo umano in Giappone e Australia.